# Người Mỹ da trắng
Người Mỹ da trắng hay còn gọi gọn là Mỹ trắng là người Mỹ là hậu duệ của bất kỳ nhóm chủng tộc da trắng nào ở châu Âu, Trung Đông và Bắc Phi, hoặc trong thống kê điều tra dân số, những người tự báo cáo là người da trắng dựa trên tổ tiên đa số trắng. Cục Thống Kê Dân số Hoa Kỳ định nghĩa người da trắng như những người "có nguồn gốc từ bất cứ sắc dân bản địa của châu Âu, Trung Đông hoặc Bắc Phi". Giống như tất cả các danh mục chủng tộc chính thức của Hoa Kỳ, "Người da trắng" hoặc "không phải gốc Tây Ban Nha hoặc Latinh" và thành phần "gốc Tây Ban Nha hoặc Latinh", sau này bao gồm chủ yếu là người Mỹ gốc México da trắng và người Mỹ gốc Cuba da trắng. Thuật ngữ "da trắng" được coi là sai hoán đổi cho nhau với "màu trắng", mặc dù thuật ngữ sau được sử dụng trong ý nghĩa hẹp hơn của người da trắng. Sự bao gồm của những người không phải người châu Âu trong định nghĩa trắng là gây tranh cãi. Nhiều người Mỹ gốc Phi thuộc nhóm dân tộc được phân loại là người da trắng theo điều tra dân số Hoa Kỳ như người Mỹ gốc Ả Rập, Do Thái,. Người Mỹ gốc Do Thái và người Mỹ gốc Latinh và Tây Ban Nha nói rằng họ không xác định và không được coi là màu trắng.